# Holden FB
Holden FB — легковой автомобиль, выпускавшийся с 1960 по 1961 год австралийской компанией Holden. Впервые был представлен 14 января 1960 года в роли преемника Holden FC.

## Модельный ряд
Модельный ряд FB состоял из четырёхдверных седанов в двух комплектациях, пятидверных универсалов в двух комплектациях, двухдверного купе и двухдверного фургона:
- Holden Standard Sedan;
- Holden Standard Station Sedan;
- Holden Special Sedan;
- Holden Special Station Sedan;
- Holden Utility;
- Holden Panel Van.

Holden Business Sedan, который являлся частью модельного ряда Holden FC, не был перенесён в серию FB.

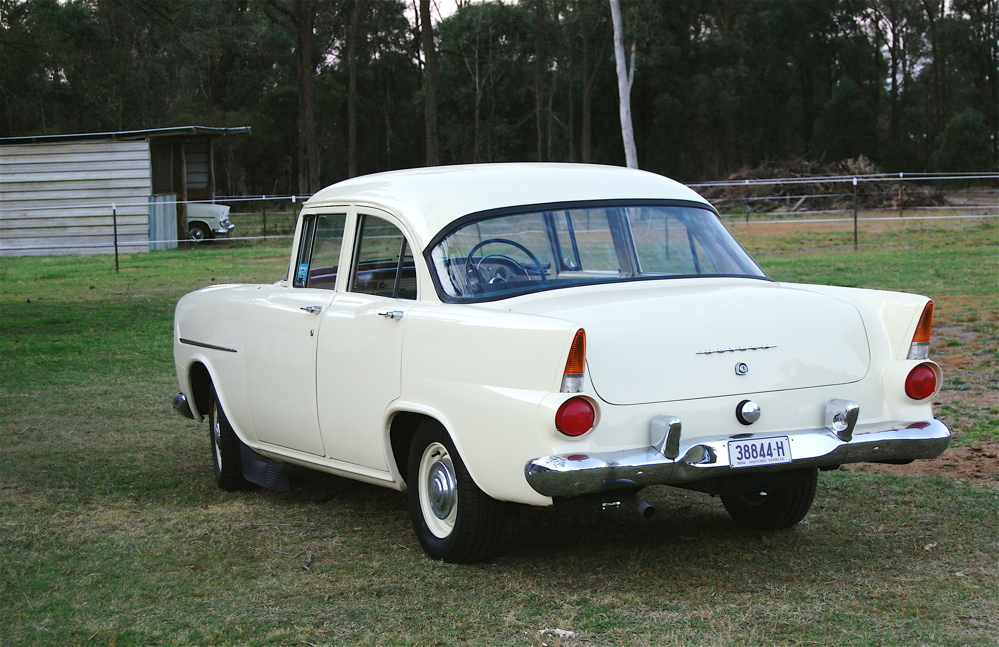
Holden Standard Sedan
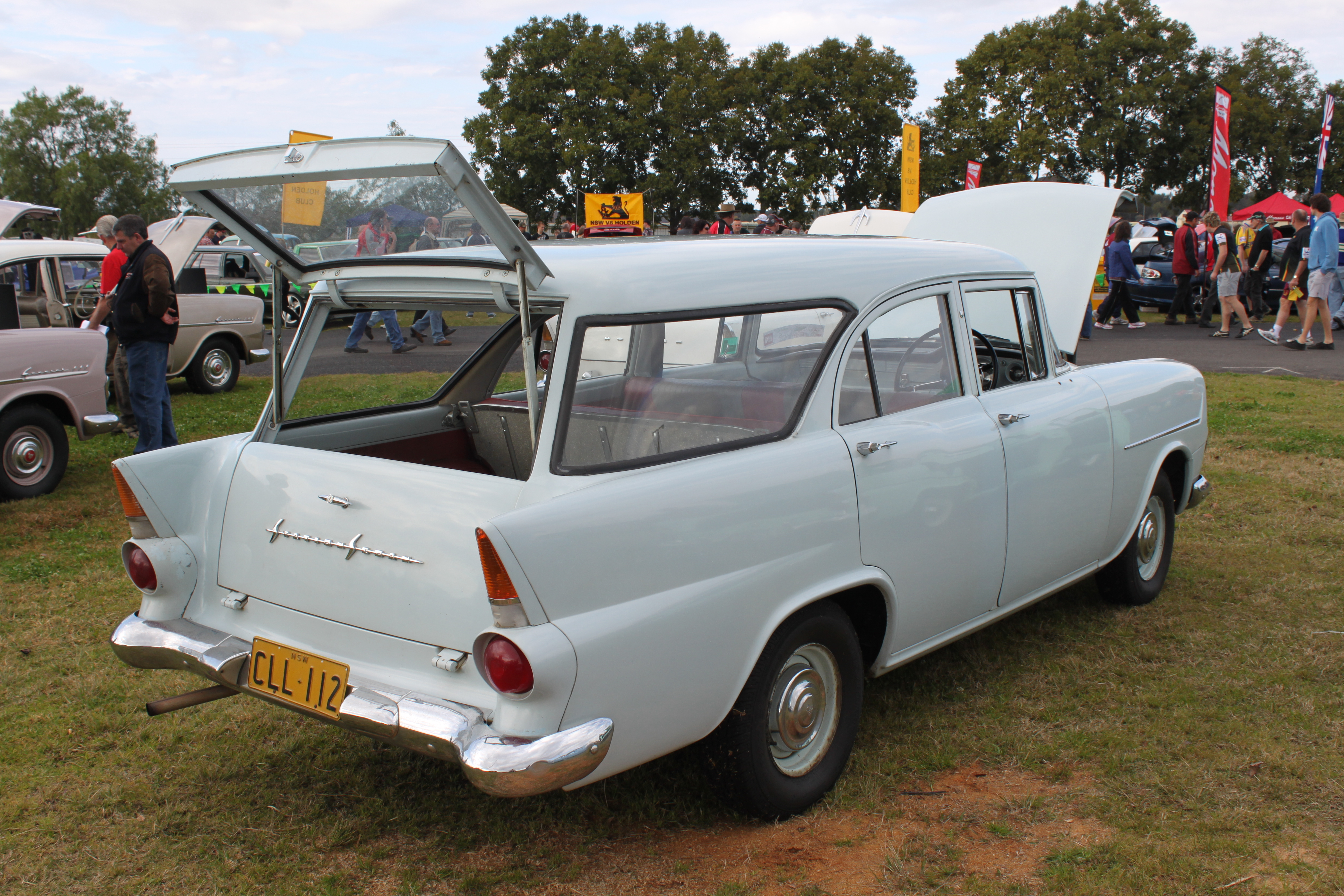
Holden Standard Station Sedan
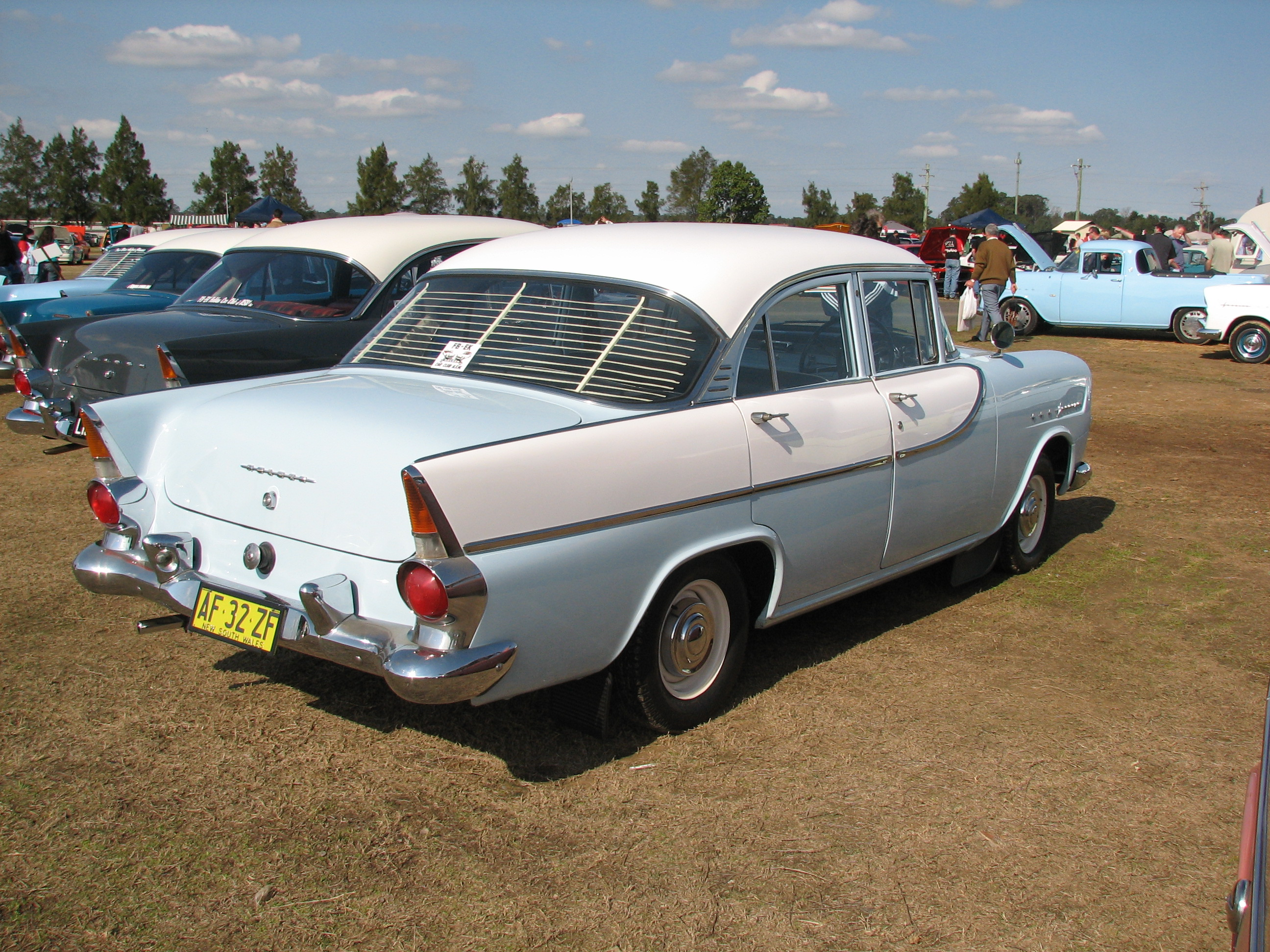
Holden Special Sedan
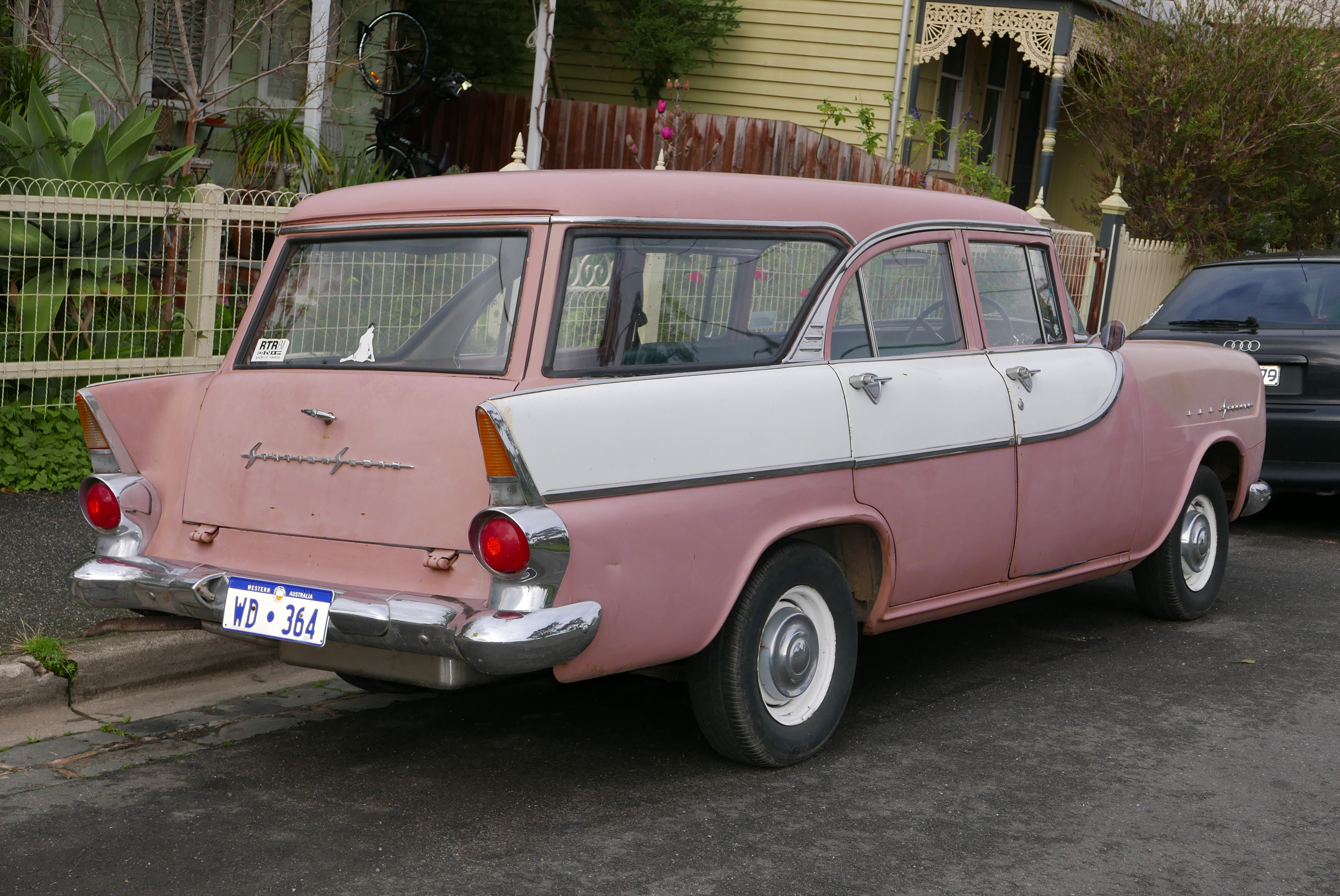
Holden Special Station Sedan
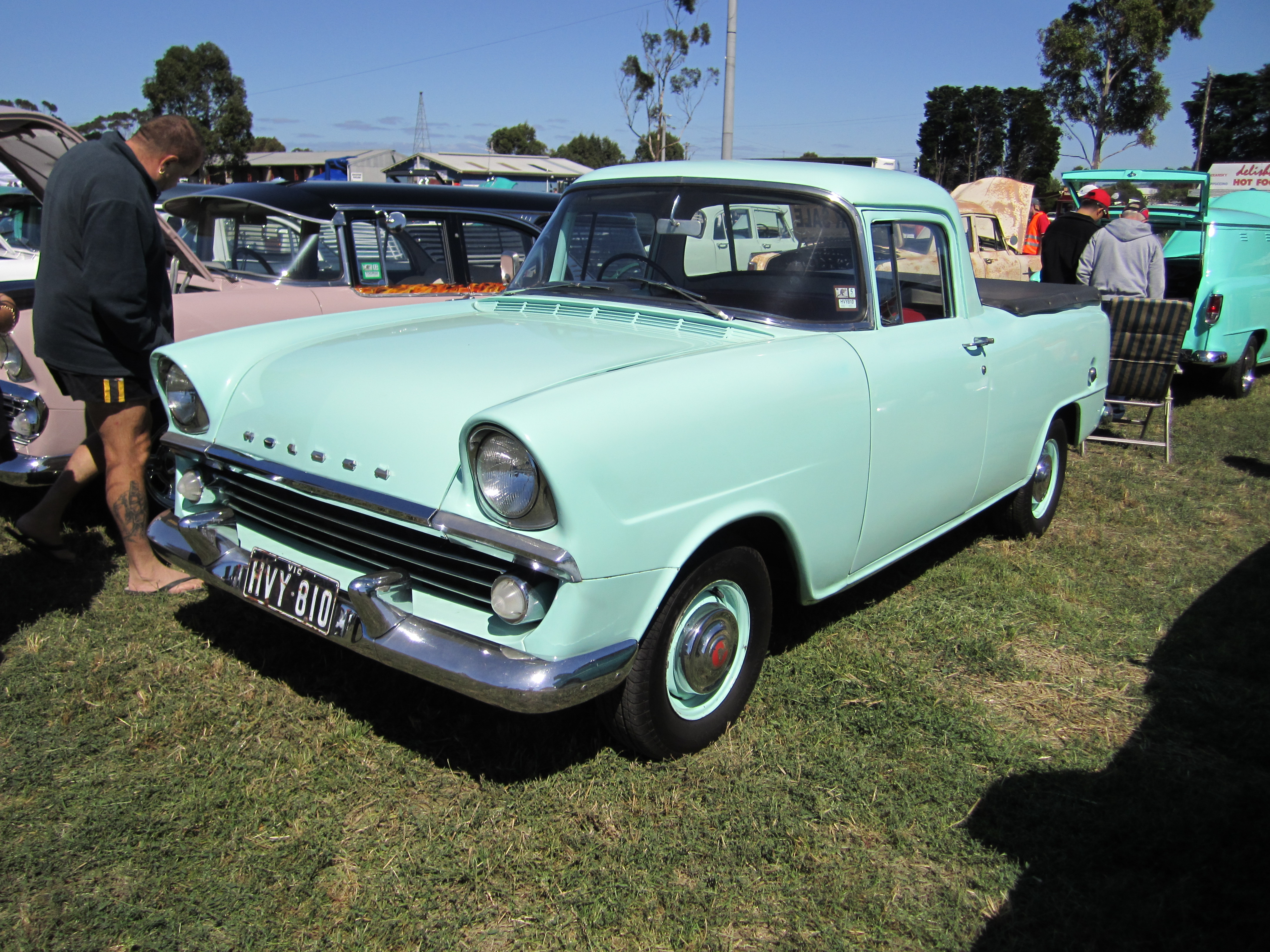
Holden Utility
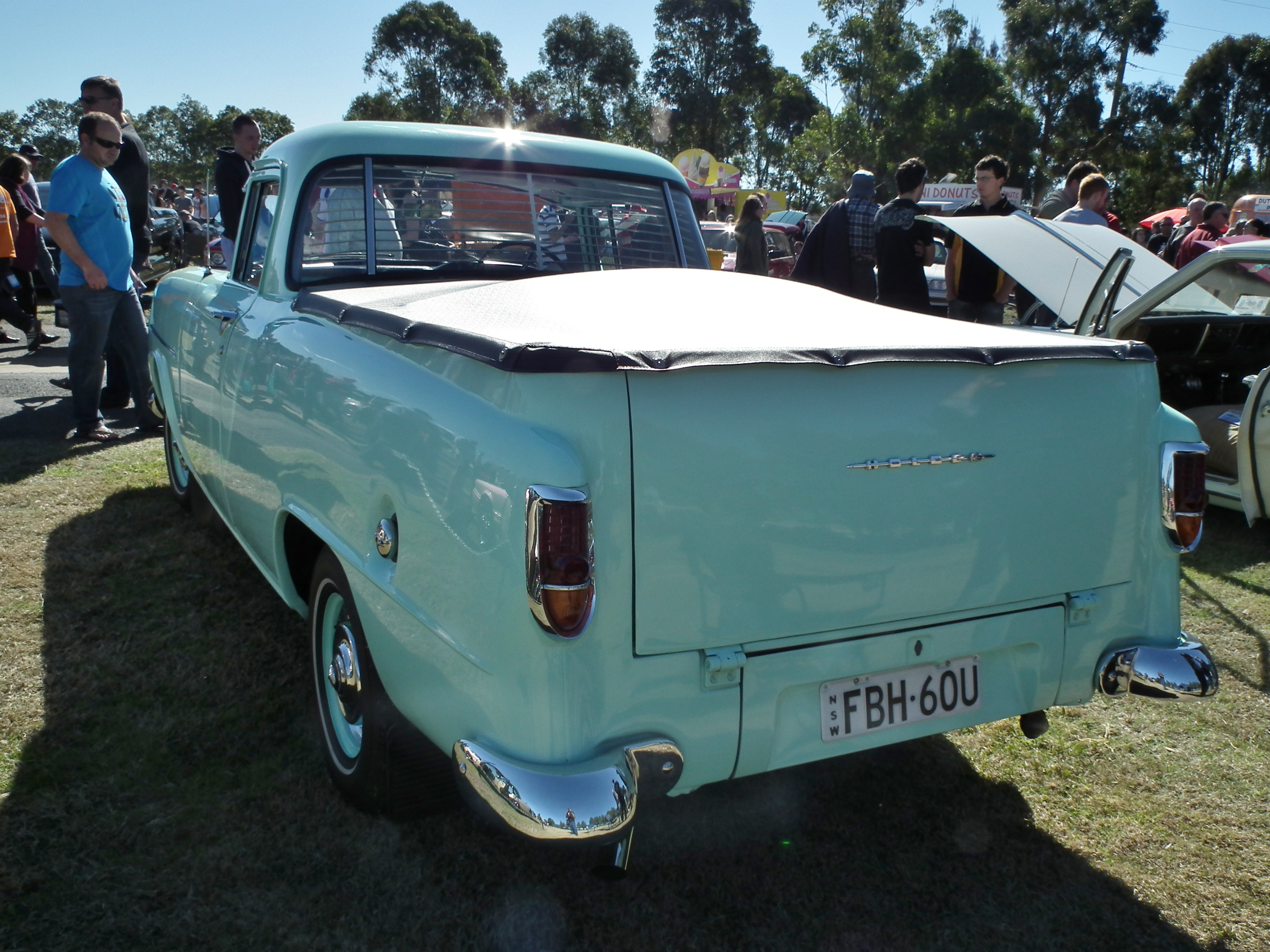
Holden Utility
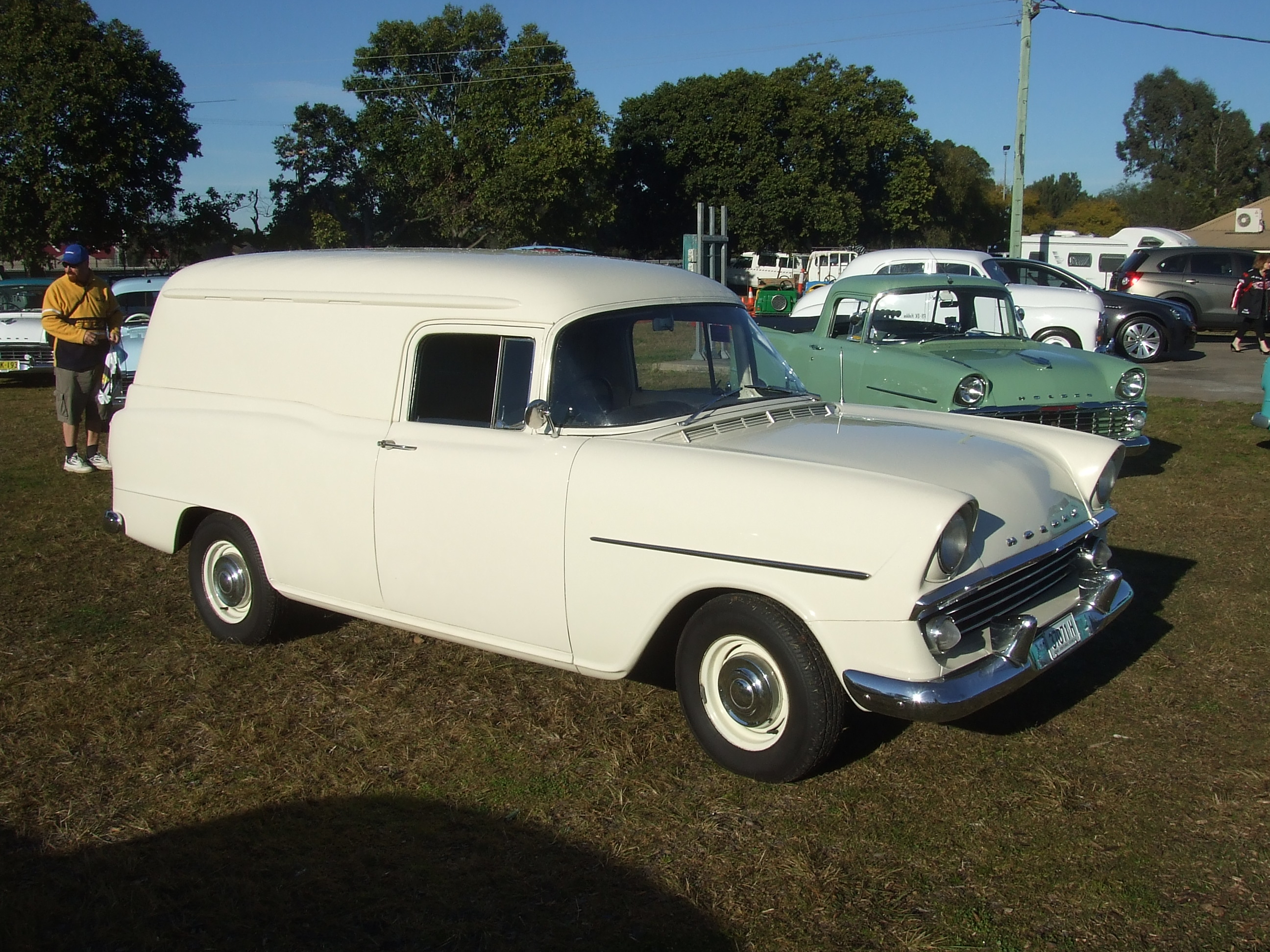
Holden Panel Van
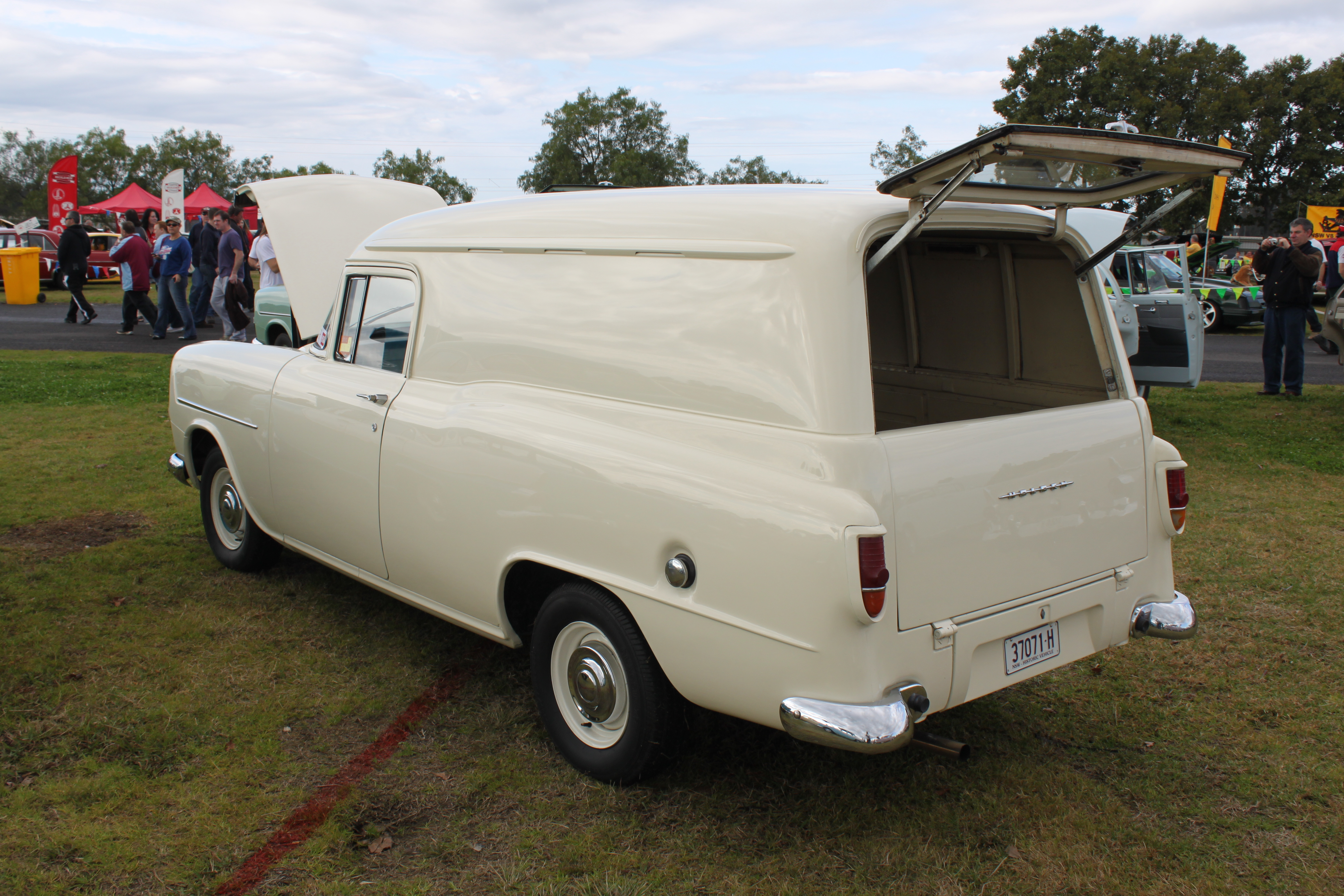
Holden Panel Van

## Двигатели
Автомобили Holden FB оснащались рядными шестицилиндровыми двигателями объёмом 2,16 л, который имел диаметр цилиндра 3 мм и развивал мощность 56 кВт (75 л. с.).

## Производство
К маю 1961 года было выпущено 147747 автомобилей Holden FB.